# Temnota (Hvězdná brána: Hluboký vesmír)
Temnota (v anglickém originále Darkness) je čtvrtá epizoda 1. řady americko-kanadského sci-fi seriálu Hvězdná brána: Hluboký vesmír. Dvojdíl Temnota – Světlo byl původně plánován jako díl "oheň", ale po sestříhání přebývalo asi 20 minut materiálu, proto se autoři dohodli na přepsání děje pro dvojdíl.

## Popis děje
Plukovník Young rozděluje práci posádce Destiny. Eli Wallace natáčí na Kino jednotlivé členy posádky, aby zaznamenal krátké video zprávy v případě, že by nepřežili.
Dr. Rush začíná být velmi popudlivý, protože několik dnů pořádně nespal a navíc jeho tělo trpí nedostatkem nikotinu a kofeinu. Rush začíná šílet a posádka to s ním nemá jednoduché.
Náhle dochází k úplnému výpadku energie lodi a Destiny přechází na podsvětelnou rychlost u jedné soustavy s několika potenciálně obyvatelnými planetami. Dr. Rush je zoufalý, protože není schopen přijít na příčinu selhání systémů. Po hádce s plukovníkem Youngem se zhroutí a je převezen na ošetřovnu.
Young jde do místnosti s komunikačními kameny, aby podal hlášení na Zemi. Young si vymění tělo s plukovníkem Davidem Telfordem. Telford chce na Destiny mluvit s Dr. Rushem. Když se dozví, že se nervově zhroutil, jde za Scottem.
Mezitím, na Zemi podává Young hlášení generálu O'Neillovi. Potom žádá majora Petersona, aby jej odvezl k jeho ženě. Nicméně, když k ní přijedou, dozví se, že Emily se nechce Younga dotýkat, protože je v jiném těle. Young jí chce vše vysvětlit, ale ona jej pošle pryč. Když se Young vrátí do svého těla, ptá se Scotta co mu nařídil Telford.
Dr. Rush se probouzí a ujímá se opět své práce. Zjišťuje, že loď se snaží zrychlit průletem okolo plynného obra, aby se dostala rychleji dovnitř planetární soustavy. Upozorní posádku, že budou následovat silné vibrace. Když chce Dr. Rush, po úspěšném průletu okolo plynného obra, zjistit, které planety jsou obyvatelné, zjišťuje, že Destiny nesměřuje na obyvatelnou planetu, ale míří přímo do hvězdy.